# Ходаковцы
Ходаковцы (укр. Ходаківці) — село в Хмельницком районе Хмельницкой области Украины.
Население по переписи 2001 года составляло 224 человека. Почтовый индекс — 31318. Телефонный код — 382. Занимает площадь 6,311 км². Код КОАТУУ — 6825086402.

## Местный совет
31320, Хмельницкая обл., Хмельницкий р-н, с. Печески, ул. Мира, 13